# Фердинанд Карл Йозеф Австрийски-Есте (1781 – 1850)
Фердинанд Карл Йозеф Австрийски-Есте (на немски: Ferdinand Karl Joseph von Österreich-Este; * 25 април 1781, Милано; † 5 ноември 1850, дворец Ебенцвайер, Алтмюнстер) е ерцхерцог, австрийски фелдмаршал и генерал-гувернатор на Галиция и Трансилвания.

## Живот
Той е вторият син на ерцхерцог Фердинанд Карл Австрийски (1754 – 1806), щатхаутер на Ломбардия, и съпругата му Мария Беатриче д’Есте (1750 – 1829), дъщеря на Ерколе III д’Есте, херцог на Модена и Реджо. Неговият баща е четвъртият син на Мария Тереза и император Франц I. По-големият му брат Франц IV (1779 – 1846) е от 1814 г. херцог на Модена. Най-малката му сестра Мария Лудовика (1787 – 1816) се омъжва през 1808 г. за император Франц I Австрийски.
Фердинанд Карл завършва Военната академия във Винер Нойщат и през 1799 г. влиза във войската. През 1816 г. получава генералното командване в Унгария, а през 1830 г. –управлението в Галиция. През 1835 – 1837 г. е управител на Трансилвания. През 1846 г. се отказва от поста си и повечето време живее в Италия.
Умира на 5 ноември 1850 г. в двореца Ебенцвайер в Алтмюнстер на Траунзе (при Гмунден).